# Bella di giorno
Bella di giorno (Belle de jour) è un film del 1967 diretto da Luis Buñuel.
Il soggetto è tratto dal romanzo di Joseph Kessel del 1929, a proposito del quale lo stesso regista ebbe a dichiarare: «Il soggetto non mi piace per niente, l'ho accettato per riuscire a fare una cosa che mi piacesse da un'altra che non mi piaceva affatto». Georges Sadoul, in sintonia con il giudizio del regista, considera l'impresa riuscita: «Su un soggetto banale tratto da un brutto romanzo, Buñuel ha ricavato uno dei suoi film maggiori, saggio e distante, e che pure coinvolge lo spettatore grazie all'intuizione di un personaggio femminile che vive in uno stato di fantasticheria e insoddisfazione, prigioniera della propria infanzia, e che se ne libera solo quando la tragedia scatta e la "colpa" è "punita"». 
All'uscita fece scandalo per il pruriginoso tema trattato, ma fu considerato dalla critica come un prodotto d'alto valore, vincendo anche il Leone d'Oro alla 28ª Mostra internazionale d'arte cinematografica di Venezia nel 1967.
È a questo film, più che a Viridiana che «si deve la consacrazione di Buñuel al successo e alla notorietà (non a caso è stato dopo Belle de jour che la distribuzione ha "ripescato" opere come Nazarin, La joven e El angel exterminador».
Dall'edizione italiana, la censura tolse tre scene, tra cui il flashback su Séverine bambina che rifiuta di fare la Prima comunione.

## Trama
Séverine, giovane moglie d'un medico ospedaliero, è affetta da seri problemi di relazione che la portano a vivere una vita affettiva distorta: fredda e distaccata col marito, cerca rifugio tutti i pomeriggi in una casa d'appuntamenti nella Parigi degli anni sessanta, dove cerca, prostituendosi, una sorta di psicanalisi che la porti a uscire dalle sue fobie e dalla sua frigidità.

## Collegamenti con altre pellicole
Nel 2006 il regista Manoel de Oliveira ha diretto Bella sempre, una sorta di sequel del film di Buñuel, ambientato 38 anni dopo, in cui vengono ripercorse e analizzate le vicende dell'opera originale, con Michel Piccoli e, nella parte di Séverine, Bulle Ogier (poiché Catherine Deneuve rifiutò la parte).